# Socialcam
SocialcamとはiPhoneとAndroidに対応しているビデオアプリケーションで2011年3月7日より公開されている。携帯端末でFacebookやTwitterといったソーシャルネットワーキングサービスを通してビデオのキャプチャや共有をすることができる。2012年7月、アプリケーションのダウンロード数が1600万に達し、オートデスクが6000万ドルで買収した。Socialcamを設立したのはマイケル・セイベル、アモン・バートラム、ギヨーム・ルシサーノで本社はアメリカ合衆国カリフォルニア州サンフランシスコにある。

## 機能
動画へフィルターや、テーマ、サウンドトラックを適用したり、Facebookへのスムーズな統合が可能である。Socialcamの最終目標は全てのスマートフォンにあるデフォルトのカメラを置き換えることである。

## Socialcamのブランド
ブルックリン・ネッツ、リプトンアイスティー、ニューヨーク・ジェッツ、シエラ・ミスト、ジェネラル・エレクトリックといった多くのブランドがビデオコンテンツでソーシャルネットワーキングユーザーを惹きつけるためにSocialcamを活用している。Socialcamブランドの完全リストである https://socialcam.com/leaderboard/brands でブランドのリーダーボードが参照可能である。

## ワシントン・ポストとの提携
2012年7月9日、ワシントン・ポストはSocialcamと提携し、2012年ロンドンオリンピックでのSocialcamのオフィシャルニュースパートナーになったと発表した。Socialcamとワシントン・ポストはLondon Eyesというオリンピック期間中のロンドン周辺でユーザーが撮影した動画のインタラクティブ地図を製作するための協働作業を行った。また、2012 Democratic and Republican national conventionsでの「Unconventional: Behind the scenes at conventions」の製作で再び手を組んだ。

## 批判
Facebook上でのSocialcamの人気は2012年春に以上で異常に積極的な勧誘で急激に上昇したとされる。ユーザーはそれらが起こることを意識せずに見たものを共有していることが多くの批評家に「侵襲的」「いじめ」と批判された。また、このことはFacebookが登場したコンテンツでお気に入りを実行したかどうかの疑問を投げかけた。この批判に対し、Socialcamは早急に数点の変更で共有機能を理解できるように簡単にした。